# Грейбулл (Вайоминг)
Грейбулл (англ. Greybull, Wyoming) — город, расположенный в округе Биг-Хорн (штат Вайоминг, США) с населением в 1815 человек по статистическим данным переписи 2000 года.

## География
По данным Бюро переписи населения США город Грейбулл имеет общую площадь в 4,66 квадратных километров, водных ресурсов в черте населённого пункта не имеется.
Город Грейбулл расположен на высоте 1155 метров над уровнем моря.

## Демография
По данным переписи населения 2000 года в городе Грейбулл проживало 1815 человек, 500 семей, насчитывалось 781 домашнее хозяйство и 923 жилых дома. Средняя плотность населения составляла около 393 человек на один квадратный километр. Расовый состав города Грейбулл по данным переписи распределился следующим образом: 96,20 % белых, 0,11 % — афроамериканцев, 0,83 % — коренных американцев, 0,39 % — азиатов, 1,16 % — представителей смешанных рас, 1,32 % — других народностей. Испаноговорящие составили 4,74 % от всех жителей города.
Из 781 домашних хозяйств в 28,6 % — воспитывали детей в возрасте до 18 лет, 51,7 % представляли собой совместно проживающие супружеские пары, в 7,6 % семей женщины проживали без мужей, 35,9 % не имели семей. 32,0 % от общего числа семей на момент переписи жили самостоятельно, при этом 14,5 % составили одинокие пожилые люди в возрасте 65 лет и старше. Средний размер домашнего хозяйства составил 2,32 человек, а средний размер семьи — 2,92 человек.
Население города по возрастному диапазону по данным переписи 2000 года распределилось следующим образом: 26,6 % — жители младше 18 лет, 7,3 % — между 18 и 24 годами, 23,5 % — от 25 до 44 лет, 25,6 % — от 45 до 64 лет и 17,1 % — в возрасте 65 лет и старше. Средний возраст жителей составил 40 лет. На каждые 100 женщин в Грейбулл приходилось 96,2 мужчин, при этом на каждые сто женщин 18 лет и старше приходилось 95,5 мужчин также старше 18 лет.
Средний доход на одно домашнее хозяйство в городе составил 29 674 доллара США, а средний доход на одну семью — 36 964 доллара. При этом мужчины имели средний доход в 29 063 доллара США в год против 17 500 долларов среднегодового дохода у женщин. Доход на душу населения в городе составил 15 383 доллара в год. 12,0 % от всего числа семей в округе и 14,7 % от всей численности населения находилось на момент переписи населения за чертой бедности, при этом 22,1 % из них были моложе 18 лет и 12,5 % — в возрасте 65 лет и старше.

## Известные люди
- Уилфорд Бримли — актёр[2]
- Джим Кроуфорд — игрок в американский футбол (клуб Нью-Ингленд Пэтриотс, Американская футбольная лига)
- Бретт Кейсель — игрок клуба «Питтсбург Стилерз»
- Билл Уилкинсон — бывший питчер в команде «Сиэтл Маринерс»
- Том Уилкинсон — игрок в американский футбол, несколько сезонов играл в Канадской футбольной лиге.